# Ann Holmberg
Ann Charlotta Holmberg, född 29 december 1972 i Råda församling i Göteborgs och Bohus län, död där 30 november 2020, var en svensk opinionsbildare i frågor om funktionsvariation. Hon fick uppmärksamhet för sitt budskap om att alla människor är lika mycket värda, att alla ska få chansen att utvecklas efter sina förutsättningar och att alla måste ta hänsyn till andras olikheter.

## Karriär
Efter studier på Munkebäcksgymnasiets gymnasiesärskola arbetade Holmberg på McDonald’s 1998–2008. Hon blev under denna tid verksam i intresseföreningen FUB och började att göra besök i skolor för att berätta om hur det är att ha en intellektuell funktionsnedsättning.
Som ambassadör för Lättläst var Holmberg år 2000 med att introducera Lättläst i Lettland.
2008 anställdes Holmberg av Föreningen Grunden i Göteborg som projektledare för den första internationella kvinnokonferensen för personer med funktionsnedsättning som genomfördes i just Göteborg 2009. Projektets fortsatta arbete med frågor om funktionshinder och feminism ledde till boken Vi andas samma luft: Om jämställdhet inom LSS och SoL (Föreningen Grunden, 2012).
Inom Föreningen Grunden Göteborg engagerade Holmberg sig även för att ändra språkbruket om personer med intellektuell funktionsnedsättning genom kampanjen ”Stopp! Säg inte utvecklingsstörd!”
2012 deltog Holmberg i SVT-programmet Debatt för att mot bland andra filosofen Torbjörn Tännsjö debattera abort av foster med Downs syndrom. Ann Holmberg är begravd på Råda kyrkogård.